# NA-2
NA-2は、ナムコが開発したアーケードゲーム基板。MAINボード上に実装されたROMボードを交換することによりゲーム内容を変更できる。

## ハードウェア

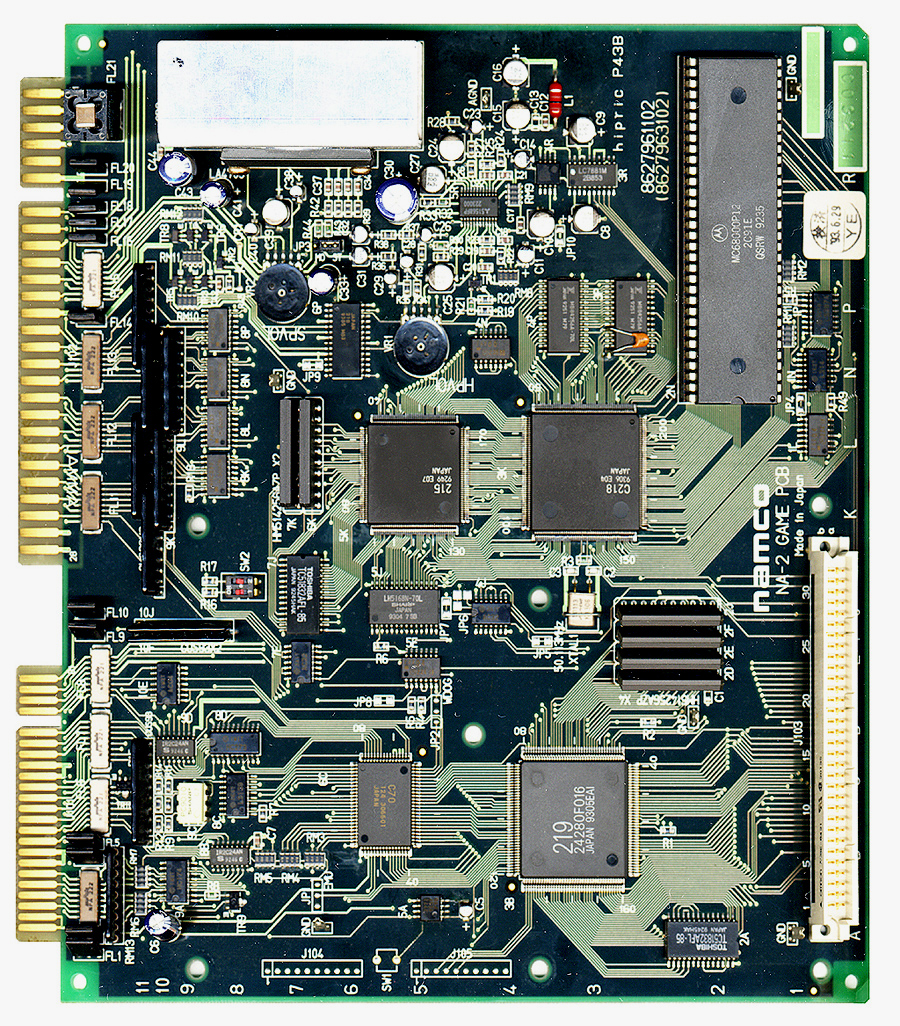
NA-2 GAME PCB
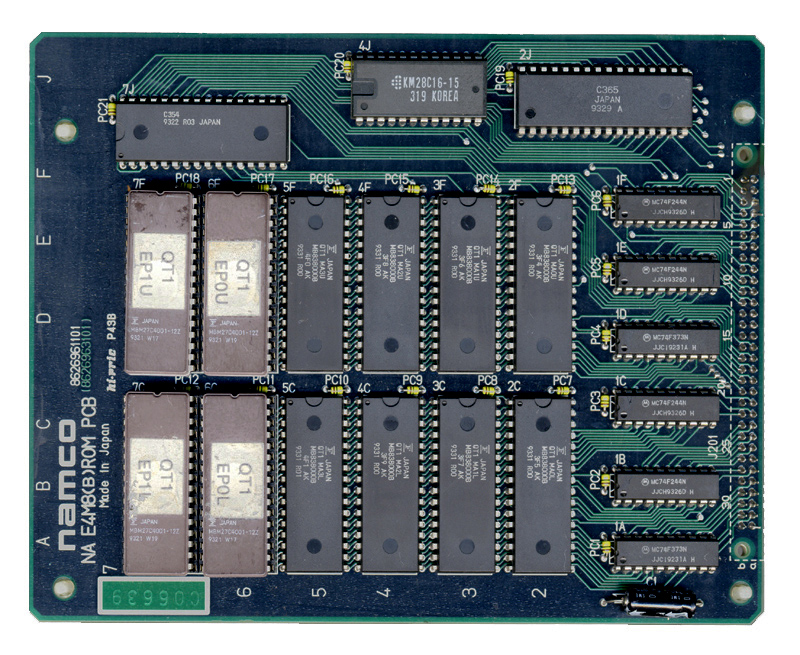
NA-2 ROM PCB

### GAME PCB（メインボード）
GAME PCBには、68000 CPU、画像制御LSI、音源LSIが実装されている。
- - 基板型番 ：8627963102
  - シルク型番：8627961102
- CPU：68000-12.5MHz

- サウンド
  - PCM音源：C218（カスタムチップ）
  - PCM音源用D/Aコンバータ：LC7881
- 入出力
  - JAMMA準拠ジョイスティック、ボタン入力端子類
  - アナログ入力：8ch（=8軸）
- 通信機能
  - 通信制御用：C70（カスタムチップ）三菱電機製

### ROM PCB
ROM PCBにはゲームのプログラムROMおよびデータROM、音源用ROMなどが実装されている。
ROMボードはメモリ容量により数種類ある。
　ROM PCBの一例
- 基板名：NA E4M8（B）ROM PCB
- 基板型番 ：8626963101
- シルク型番：8626961101

## 発売されたタイトル
- ナックルヘッズ
- ニューマンアスレチックス
- X-DAY 2